# Low Surface Brightness Galaxy
Eine Low Surface Brightness Galaxy (kurz LSB; wörtlich Galaxie mit geringer (Ober)flächen-Helligkeit) ist eine Galaxie mit einer Flächenhelligkeit, die unterhalb der Helligkeit des Nachthimmels liegt.
Da die Hintergrundhelligkeit des Nachthimmels, der Airglow, u. a. abhängt von der Anzahl an Aerosolen und Staubteilchen in der Luft sowie von der Höhe des Beobachtungsortes, wird für die LSB meistens eine Flächenhelligkeit von unter 23 mag pro Quadratbogensekunde im Johnson-B-System gewählt. Diese Definition beschreibt keine intrinsische Eigenschaft, sondern kann vom Winkel abhängen, unter dem eine Galaxie von der Erde aus beobachtet wird.
Unterhalb der Low Surface Brightness Galaxies gibt es noch die Klasse der Ultra Faint Dwarf Galaxies, deren Flächenhelligkeit unterhalb von 28 mag pro Quadratbogensekunde liegt.

## Eigenschaften
Im Vergleich mit High Surface Brightness(HSB)-Galaxien sind die Low Surface Brightness-Galaxien gasreicher, mit einem hohen Anteil an neutralem Wasserstoff, der diffus verteilt vorliegt. Sie zeigen nur eine sehr geringe Sternentstehungsrate und liegen häufig isoliert von anderen Galaxien, weshalb es mangels gravitativer Wechselwirkung nicht zu einem Starburst gekommen ist.
Grob werden die Low Surface Brightness-Galaxien eingeteilt in große Spiralgalaxien sowie elliptische bzw. irreguläre Zwerggalaxien. Es gibt zwar auch große elliptische Galaxien als LSBs, aber diese sind extrem selten. Die Spiralgalaxien mit einer geringen Flächenhelligkeit gehören teilweise zu den größten bekannten Spiralgalaxien. Sie beherbergen in ihren Bulges häufig schwache aktive galaktische Kerne.
Die Sterne in Low Surface Brightness-Galaxien sind im Durchschnitt blauer als in HSBs, und ihre Metallizität ist geringer. Daraus wird geschlossen, dass bei LSBs die Sternentstehung nicht bereits beendet wurde, sondern dass diese Galaxien seit ihrer Geburt eine unterdurchschnittliche Sternentstehungsrate zeigen. LSBs folgen derselben Tully-Fisher-Beziehung wie die HSBs.
Aus den Rotationskurven von Low Surface Brightness-Galaxien folgt, dass ihre Masse überwiegend aus nicht nachweisbarer Materie besteht bzw. sie stellen einen Test für alternative newtonsche Dynamiken dar.

## Anteil an der baryonischen Materie
Obwohl bereits Hunderte von Low Surface Brightness Galaxies bekannt sind, kann ihr Anteil an der gesamten baryonischen Materie nur grob abgeschätzt werden, weil bisher noch keine Untergrenze ihrer Flächenhelligkeit bekannt ist. Ihr Anteil an der Materie mit einer Masse beträgt wenigstens 75 Prozent und könnte bis zu 97 % betragen. 

## Beispiele
- Malin 1
- UGC 6614
- Malin 2
- UGC 9024
- UGC 1382[1]